# Stadion Ibn-e-Qasim Bagh
Stadion Ibn-e-Qasim Bigh, w tłumaczeniu Stadion Stary Fort to wieloużytkowy stadion znajdujący się w mieście Multan, w Pakistanie. Na tym stadionie swoje mecze rozgrywają drużyny piłkarskie i krykietowe. Stadion może pomieścić 18000 widzów, oddany do użytku został w roku 1975.